# Querei Cã
Querei Cã ou Kerei Khan (Cazaque; Керей хан , Kereı han: 1424 - 1480) foi o primeiro cã do Canato Cazaque e co-fundador do Cazaquistão juntamente com seu irmão Janibegue. Reinou entre 1473 ou 1474 até sua morte em 1480. 

## Biografia
Nascido no Canato da Horda Branca em 1424, sendo membro de uma das famílias governantes daquele estado. No final da década de 1450 ele e seu irmão Janibegue lideraram uma migração de vários súditos ao Mongulistão, com o objetivo de se desvincular do governo de Abu Alcair Cã do Canato Uzbeque. As tribos comandadas pelos irmãos cazaques se estabeleceram entre os rios Chu e Talas. O cã do Mongulistão ofereceu apoio militar e político aos irmãos. Cerca de 2 mil nômades e uniram como súditos de Querei e Janibegue, fundando assim em 1465 o Canato Cazaque e gerando medo em Abu Alcair que em resposta empreendeu uma campanha militar ao Mongulistão em 1468, onde morreu em batalha. Após a morte de Abu Alcair o trono uzbeque foi sucedido por Sheik Haidar. Na mesma época várias tribos oponentes do Canato Uzbeque declararam apoio á Janibegue e Querei. Quanto a Sheik Haidar, ele acabou sendo assassinado pelo siberiano Khan Ibak. Os irmãos dividiram suas regiões de comando, com Querei ficando sob o comando do leste e Janibegue do oeste.
Após 1471 o Canato Cazaque conquistou o Uzbequistão e logo em seguida entrou em guerra contra o Império Timurida. Neste conflito Querei e Janibegue conquistaram várias regiões anteriormente sob o comando timurida. Foi em um destas batalhas que Querei acabou morrendo durante o inverno de 1473 (Ou 1474). O comando do Canato foi sucedido por seu irmão Janibegue que assim como seu irmão, comandou várias batalhas contra os timuridas e outras tribos da região da Ásia Central, consolidando o Canato Cazaque.  

## Legado
Desde o final do século XV, o termo "Cazaque" adquiriu um caráter político, que passou a designar propriedades feudais individuais que foram criadas por Querei e Janibegue, e a partir do início do século XVI, após parte das tribos se mudarem ao território moderno do Cazaquistão chefiado por Xaibani Cã em Maverannahr, o termo começou a adquirir um caráter étnico. Não se sabe o que separou Querei de Jenibegue e em que local se originou o Canato do Cazaquistão. Vários autores escreveram que o Canato foi formado na virada dos séculos XV para XVI e que a migração de Querei e Janibegue foi apenas o início da formação do Canato do Cazaquistão.
Memorial
Em 1º de junho de 2010, em Astana, próximo ao Museu Presidencial do Cazaquistão, com a participação do então presidente Nursultan Nazarbaev, um monumento a Querei e Janibegue foi inaugurado pelo escultor Renat Abenov. A altura total do monumento desde a base até a coroa do banner é de 12 m, a altura da figura de Janibeque Cã em comprimento total é de 5,25 m, com um spline de 5,45 m. A altura da figura sentada de Querei Cã é de 4 m. O peso do monumento é de 16,2 toneladas.